# Dypsis jeremiei
Dypsis jeremiei är en enhjärtbladig växtart som beskrevs av Rakotoarin. och John Dransfield. Dypsis jeremiei ingår i släktet Dypsis och familjen Arecaceae. Inga underarter finns listade i Catalogue of Life.